# Herramientas de auditoría asistidas por computadora
La herramienta de auditoría asistida por computadora (CAAT) o las herramientas y técnicas de auditoría asistida por computadora (CAAT) es un campo en crecimiento dentro de la profesión de auditoría de TI. CAAT es la práctica de utilizar computadoras para automatizar los procesos de auditoría de TI. Los CAAT normalmente incluyen el uso de software básico de productividad de oficina , como hojas de cálculo , procesadores de texto y programas de edición de texto, y paquetes de software más avanzados que implican el uso de herramientas de análisis estadístico e inteligencia empresarial . Pero también hay disponible software especializado más dedicado (ver más abajo).
Los CAAT se han convertido en sinónimo de análisis de datos en el proceso de auditoría.

## Auditoría tradicional frente a CAAT

### Ejemplo de auditoría tradicional
El método tradicional de auditoría permite a los auditores llegar a conclusiones basadas en una muestra limitada de una población, en lugar de un examen de todos los datos disponibles o de una gran muestra.

### Alternativa de CAATT
Los CAATT, no los CAAT, abordan estos problemas. CAATT, como se usa comúnmente, es la práctica de analizar grandes volúmenes de datos en busca de anomalías. Una auditoría de CAATT bien diseñada no será una muestra, sino una revisión completa de todas las transacciones. Usando CAATT, el auditor extraerá cada transacción que la unidad de negocios realizó durante el período revisado. El auditor luego probará esos datos para determinar si hay algún problema en los datos.

### Auditoría tradicional vs CAATT sobre riesgos específicos
Otra ventaja de los CAATT es que permite a los auditores realizar pruebas para detectar riesgos específicos. Por ejemplo, una compañía de seguros puede querer asegurarse de no pagar ningún reclamo después de que se rescinda una póliza. Utilizando técnicas de auditoría tradicionales, este riesgo sería muy difícil de probar. El auditor "seleccionaría al azar" una muestra "estadísticamente válida" de reclamaciones (normalmente e si alguna de esas reclamaciones se procesó después de que se canceló una póliza. Dado que la compañía de seguros podría procesar millones de reclamaciones, las probabilidades de que cualquiera de esas 30 a 50 " Los reclamos seleccionados al azar "ocurridos después de que se canceló la póliza es extremadamente improbable.
Usando CAATT, el auditor puede seleccionar cada reclamo que tuvo una fecha de servicio después de la fecha de terminación de la póliza. Luego, el auditor puede determinar si alguna reclamación se pagó de manera inapropiada. Si así fuera, el auditor puede averiguar por qué fallaron los controles para evitarlo. En una auditoría de la vida real, el auditor de CAATT notó que se habían pagado varias reclamaciones después de la terminación de las pólizas. Usando CAATT, el auditor pudo identificar cada reclamo que se pagó y la cantidad exacta en dólares pagada incorrectamente por la compañía de seguros. Además, el auditor pudo identificar la razón por la que se pagaron estas reclamaciones. La razón por la que se les pagó fue porque el participante pagó su prima. La compañía de seguros, habiendo recibido un pago, pagó las reclamaciones. Luego, después de pagar el reclamo, el cheque del participante rebotó. Cuando el cheque rebotó, la póliza del participante se canceló retrospectivamente, pero el reclamo aún se pagó y le costó a la compañía cientos de miles de dólares por año.
Cuál se ve mejor en un informe de auditoría:
"Auditoría revisó 50 transacciones y observó una transacción que se procesó incorrectamente"
o
"Auditoría utilizó CAATT y probó todas las transacciones durante el año pasado. Observamos XXX excepciones en las que la empresa pagó dólares YYY por pólizas canceladas".
Sin embargo, la revisión impulsada por CAATT se limita solo a los datos guardados en archivos de acuerdo con un patrón sistemático. Muchos datos nunca se documentan de esta manera. Además, los datos guardados a menudo contienen deficiencias, están mal clasificados, no son fáciles de obtener y puede ser difícil convencerse de su integridad. Entonces, para el presente, los CAATT son un complemento a las herramientas y técnicas de un auditor. En determinadas auditorías, los CAATT no se pueden utilizar en absoluto. Pero también hay auditorías que simplemente no se pueden realizar con el debido cuidado y de manera eficiente sin CAATT.

## Software especializado
En términos más generales, los CAATT pueden referirse a cualquier programa informático utilizado para mejorar el proceso de auditoría. Sin embargo, generalmente se utiliza para referirse a cualquier software de análisis y extracción de datos. Esto incluiría programas como herramientas de análisis y extracción de datos, hojas de cálculo (por ejemplo, Excel), bases de datos (por ejemplo, Access), análisis estadístico (por ejemplo, SAS), software de auditoría generalizado (por ejemplo , ACL, Arbutus, EAS), inteligencia empresarial (por ejemplo, Crystal Reports y Business Objects), etc.
Los beneficios del software de auditoría incluyen:
- Son independientes del sistema que se está auditando y utilizarán una copia de solo lectura del archivo para evitar cualquier corrupción de los datos de una organización.
- Se utilizan muchas rutinas específicas de auditoría, como el  muestreo.
- Proporciona documentación de cada prueba realizada en el software que se puede utilizar como documentación en los papeles de trabajo del auditor.

El software especializado en auditoría puede realizar las siguientes funciones:
- Consultas de datos.
- Estratificación de datos.
- Extracciones de muestras.
- Falta identificación de secuencia.
- Análisis estadístico.
- Cálculos.
- Identificación de transacciones duplicadas.
- Creación de tablas dinámicas.
- Tabulación cruzada.

## Educación y desarrollo profesional de CAAT

### Cursos CAAT
Los CAAT son la herramienta fundamental que utilizan los auditores. Esta herramienta les facilita realizar búsquedas a partir de las irregularidades de los datos proporcionados. Con la ayuda de esta herramienta, los auditores y contadores de cualquier firma podrán brindar resultados más analíticos. Estas herramientas se utilizan en todos los entornos empresariales y también en los sectores industriales. Con la ayuda de técnicas de auditoría asistidas por computadora, se puede realizar más contabilidad forense con más análisis. Es realmente una herramienta útil que ayuda al auditor de la empresa a trabajar de manera eficiente y productiva. Al trabajar con los CAAT, es esencial que el contador o el auditor seleccione los datos correctos; el proceso de selección es muy complicado y debe ser profesional para ello. Después de seleccionar los datos correctos, impórtelos a los CAAT, ahora la herramienta generará automáticamente los datos analíticos. Esta herramienta realmente contribuye a la eficiencia de los auditores. El esquema fundamental del curso incluye:
- Descripción general de la auditoría informática
- Cuestiones legales y éticas para los auditores informáticos
- Entendiendo los CAAT
- Planificación de proyectos de auditoría informática
- Habilidad y conocimiento de acceso a datos
- Los datos verifican la habilidad y el conocimiento
- Habilidad y conocimiento de análisis de datos
- Habilidad y conocimiento del informe de resultados de auditoría

### Programa de certificación CAAT
Existen varios programas de certificación de varios proveedores de CAAT y asociaciones profesionales como los siguientes:
1. Practicante certificado internacional de CAAT (ICCP): establecido por la Asociación Internacional de Educación en Auditoría Informática (ICAEA).
2. Analista de datos certificado por ACL ™ (ACDA): establecido por ACL Services Ltd.
3. Analista de datos certificado por IDEA (CIDA): establecido por CaseWare Analytics.
4. Practicante certificado de CAAT de Jacksoft (JCCP): establecido por Jacksoft Commerce Automation Ltd.

## Otros usos de los CAAT
Además de utilizar software de análisis de datos, el auditor utiliza CAAT durante la auditoría para las siguientes actividades mientras realiza el análisis de datos:

### Creación de papeles de trabajo electrónicos
Mantener los documentos de trabajo electrónicos en un archivo de auditoría o una base de datos centralizados permitirá al auditor navegar a través de los documentos de trabajo actuales y archivados con facilidad. La base de datos facilitará a los auditores la coordinación de las auditorías actuales y garantizará que consideren los hallazgos de proyectos anteriores o relacionados. Además, el auditor podrá estandarizar electrónicamente los formularios y formatos de auditoría, lo que puede mejorar tanto la calidad como la consistencia de los papeles de trabajo de auditoría.

### Detección de fraudes
Los CAAT proporcionan a los auditores herramientas que pueden identificar patrones inesperados o inexplicables en los datos que pueden indicar fraude. Ya sea que las CAAT sean simples o complejas, el análisis de datos proporciona muchos beneficios en la prevención y detección de fraudes.
Los CAAT pueden ayudar al auditor a detectar el fraude realizando y creando lo siguiente,

### Ensayos analíticos
Evaluaciones de la información financiera realizadas mediante el estudio de relaciones plausibles entre datos financieros y no financieros para evaluar si los saldos de las cuentas parecen razonables (AU 329). Los ejemplos incluyen pruebas de razón, tendencia y la ley de Benford.

### Informes de análisis de datos
Informes producidos utilizando comandos de auditoría específicos, como filtrar registros y unir archivos de datos.

### Monitoreo continuo
El monitoreo continuo es un proceso continuo para adquirir, analizar e informar sobre datos comerciales para identificar y responder a los riesgos comerciales operativos. Para que los auditores garanticen un enfoque integral para adquirir, analizar e informar sobre datos comerciales, deben asegurarse de que la organización supervise continuamente la actividad del usuario en todos los sistemas informáticos, transacciones y procesos comerciales y controles de aplicaciones.

### Frenar la lapidación en las encuestas
La lapidación en acera es el término para casos en los que un topógrafo completa un formulario de encuesta al inventar datos. Debido a que algunos de los datos deben cumplir con la ley de Benford, esta práctica se puede detectar utilizando CAATT que brindan la capacidad de realizar tales pruebas.

### Nota sobre las siglas CAATTs vs CAATs
Los CAATT y CAAT se utilizan indistintamente. Si bien CAAT se ha convertido en la forma más común de escribir, CAATT es el acrónimo más preciso. El acrónimo CAATTs resuelve uno de los dos problemas con la definición del acrónimo. CAAT significa:
Computer Aided (or Assisted) Audit Techniques (or Tools and Techniques)
La primera "A" y la "T" pueden tener dos significados diferentes dependiendo de quién use el término. Al usar el término CAATT, uno está incorporando claramente tanto "Herramientas" Y "Técnicas".

## Comparación de herramientas

### Comparación por especificación
| Nombre del producto / marca                     | Desarrollado por                        | Última versión estable | Última fecha de lanzamiento | SO      | Licencia de software  | Fuente abierta | Comentarios                                                                                                 |
| ----------------------------------------------- | --------------------------------------- | ---------------------- | --------------------------- | ------- | --------------------- | -------------- | --- |
| Analizador Arbutus                              | Software Arbutus                        | 6.10                   | 2017-03-31                  | Windows | Propietario comercial | No             | |
| Lenguaje de comandos de auditoría (ACL)         | ACL Services Ltd.                       | 13.0                   | 2018-04-06                  | Windows | Propietario comercial | No             | A partir de 2014, proporcione un complemento de Excel gratuito                                              |
| Easy2Analyse                                    | QDAC.net.                               | 4.3                    | 2015-05-15                  | Windows | Propietario comercial | No             | Disponible en versión completa y auditfiles                                                                 |
| ESKORT Computer Audit (SESAM)                   | Intrasoft International Scandinavia A/S | 7.8                    | 2014-03-05                  | Windows | Propietario comercial | No             | Requiere Excel para mostrar gráficos y el resultado del análisis de la ley de Benford.                      |
| InfoZoom                                        | humanIT                                 | 9.0.5                  | 2016-11-07                  | Windows | Propietario comercial | No             | |
| Interactive Data Extraction and Analysis (IDEA) | CaseWare International Inc.             | 11.1                   | 2016-10-26                  | Windows | Propietario comercial | No             | |
| TeamMate Analytics (formerly TopCAATs)          | Wolters Kluwer                          | 5.1                    | 2017-09-18                  | Windows | Propietario comercial | No             | Requiere Microsoft Excel (TeamMate Analytics se ejecuta dentro de Excel)                                    |
| SoftCAAT/ eCAAT                                 | Wincer Infotech Limited                 | 9.0/ 9.0               | 2016-04-04                  | Windows | Propietario comercial | No             | SoftCAAT es una aplicación independiente. eCAAT requiere Microsoft Excel (eCAAT es un complemento de Excel) |

### Comparación por características de análisis
La siguiente tabla compara las características de las herramientas especializadas de auditoría asistida por computadora. La tabla tiene varios campos, como sigue:
1. Nombre del producto: nombre del producto; en algún momento incluye la edición si se apunta a una determinada edición.
2. Análisis de edad: especifica si el producto admite la realización de análisis de edad (estratificación por fecha).
3. Ley de Benford: especifica si el producto admite la búsqueda de una distribución anormal de dígitos específicos de acuerdo con la ley de Benford.
4. Campo calculado: especifica si el producto admite la adición de campos calculados adicionales a la tabla / archivo. Por lo general, implica el uso de una función de creación de expresiones para crear expresiones para definir el cálculo del campo.
5. Desglose (tabla): especifica si el producto admite funciones de desglose al acercar (filtrar) las filas seleccionadas en la tabla.
6. Desglose (pivote): especifica si el producto admite funciones de desglose a través de la tabla dinámica.
7. Coincidencia: especifica si el producto admite la búsqueda de elementos coincidentes para un campo específico en una tabla / archivo. Por ejemplo, esto podría usarse para encontrar facturas duplicadas de facturas dentro del libro mayor de ventas.
8. Coincidencia (difusa): especifica si el producto admite la búsqueda de elementos coincidentes para un campo específico mediante la comparación difusa. Por ejemplo, los valores comparados son similares pero no exactamente iguales (por ejemplo, usando la comparación de Levenshtein).
9. Muestra (aleatoria): especifica si el producto admite la selección de una muestra aleatoria de filas de la tabla / archivo (población).
10. Muestra (unidad monetaria): especifica si el producto admite la selección de una muestra de unidades monetarias de filas de la tabla / campo (población). Esto también se conoce como muestreo por unidad de dólar (cuando los valores están en moneda estadounidense).
11. Verificación de secuencia (Gap): especifica si los soportes del producto pueden encontrar (identificar) gabs (en secuencias) para un campo específico. Por ejemplo, encontrar una secuencia rota en una secuencia de números de factura.
12. Campo de clasificación: especifica si el producto admite la clasificación (indexación) por un campo específico (columna). La clasificación ayuda a identificar valores en blanco / vacíos o valores excesivos (fuera de banda).
13. Ordenar varios campos: especifica si el producto admite la ordenación por varios campos (columnas).
14. Estadísticas: especifica si el producto admite el cálculo y la presentación de varias estadísticas en un campo específico (por ejemplo, para valores de campos numéricos como el número total de números positivos, el número total de números negativos, el valor promedio (saldo), etc.)
15. Estratificación: especifica si el producto admite la  estratificación en valores numéricos (cantidad) en intervalos específicos. Divide la población en estratos (intervalos) y agrega (resume) valores. Se puede usar para encontrar transacciones (filas) de monto mayor, menor y promedio.
16. Fila total: especifica si los productos admiten la visualización de una fila total para la tabla / archivo, por ejemplo, valor numérico acumulado.

| Nombre del producto                             | Análisis de edad | Ley de Benford | Campo calculado | Desglose (tabla) | Desglose (pivote) | Coincidencia | Coincidencia (difusa) | Muestra (aleatoria) | Muestra (unidad monetaria) | Verificación de secuencia (espacio) | Ordenar campo | Ordenar varios campos | Estadísticas | Estratificación | Fila total |
| ----------------------------------------------- | ---------------- | -------------- | --------------- | ---------------- | ----------------- | ------------ | --------------------- | ------------------- | -------------------------- | ----------------------------------- | ------------- | --------------------- | ------------ | --------------- | ---------- |
| Analizador Arbutus                              | Sí               | Sí             | Sí              | Sí               | Sí                | Sí           | Sí                    | Sí                  | Sí                         | Sí                                  | Sí            | Sí                    | Sí           | Sí              | Sí         |
| Lenguaje de comandos de auditoría (ACL)         | Sí               | Sí             | Sí              | Sí               | Sí                | Sí           | Sí                    | Sí                  | Sí                         | Sí                                  | Sí            | Sí                    | Sí           | Sí              | Sí         |
| Easy2Analyse (QDAC.net)                         | Sí               | Sí             | Sí              | Sí               | Sí                | Sí           | Sí                    | Sí                  | Sí                         | Sí                                  | Sí            | Sí                    | Sí           | Sí              | Sí         |
| ESKORT Computer Audit (SESAM)                   | No               | Sí             | Sí              | Sí               | No                | Sí           | No                    | Sí                  | Sí                         | Sí                                  | Sí            | Sí                    | Sí           | Sí              | Sí         |
| InfoZoom                                        | Sí               | Sí             | Sí              | Sí               | Sí                | Sí           | Sí                    | Sí                  | Sí                         | Sí                                  | Sí            | Sí                    | Sí           | Sí              | Sí         |
| Interactive Data Extraction and Analysis (IDEA) | Sí               | Sí             | Sí              | Sí               | Sí                | Sí           | Sí                    | Sí                  | Sí                         | Sí                                  | Sí            | Sí                    | Sí           | Sí              | Sí         |
| TeamMate Analytics / TopCAATs                   | Sí               | Sí             | Sí              | Sí               | Sí                | Sí           | Sí                    | Sí                  | Sí                         | Sí                                  | Sí            | Sí                    | Sí           | Sí              | Sí         |
| SoftCAAT/ eCAAT                                 | Sí               | Sí             | Sí              | Sí               | No                | Sí           | Sí                    | Sí                  | No                         | Sí                                  | Sí            | Sí                    | Sí           | Sí              | Sí         |

### Comparación por otras características
1. Registro de auditoría: especifica si el producto registra la actividad realizada por el usuario (el auditor) para referencia posterior (por ejemplo, inclusión en el informe de auditoría).
2. Gráfico de datos: especifica si el producto proporciona gráficos de resultados.
3. Exportar (CSV): especifica si el producto admite la exportación de filas seleccionadas a un archivo con formato de valores separados por comas . Por lo general, también implica la capacidad del portapapeles (en formato CSV) para pegar en aplicaciones que admiten pegar desde archivos CSV como  Excel.
4. Exportar (DBF): especifica si el producto admite la exportación (guardado) de las filas seleccionadas en un archivo de tabla dBase.
5. Exportar (Excel): especifica si el producto admite la exportación (guardar) de las filas seleccionadas a un archivo de Excel. Por lo general, también implica la capacidad de copiar las filas al portapapeles (en algún formato) para pegarlas en Excel.

| Nombre del producto                             | Registro de auditoría | Gráfico de datos | Exportar (CSV) | Exportar (DBF) | Exportar (Excel) |
| ----------------------------------------------- | --------------------- | ---------------- | -------------- | -------------- | ---------------- |
| Analizador Arbutus                              | Sí                    | Sí               | Sí             | Sí             | Sí               |
| Lenguaje de comandos de auditoría (ACL)         | Sí                    | Sí               | Sí             | Sí             | Sí               |
| Easy2Analyse (QDAC.net)                         | Sí                    | Sí               | Sí             | Sí             | Sí               |
| ESKORT Computer Audit (SESAM)                   | Sí                    | Sí               | Sí             | Sí             | Sí               |
| InfoZoom                                        | Sí                    | Sí               | Sí             | No             | Sí               |
| Interactive Data Extraction and Analysis (IDEA) | Sí                    | Sí               | Sí             | Sí             | Sí               |
| TeamMate Analytics / TopCAATs                   | Sí                    | Sí               | Sí             | No             | Sí               |
| SoftCAAT/ eCAAT                                 | Sí                    | Sí               | Sí             | No             | Sí               |

### Comparación por funciones de preparación de datos
1. Agregar/Combinar: especifica si el producto puede combinar dos tablas/archivos con campos idénticos en una sola tabla/archivo. Por ejemplo, podría estar haciendo una fusión de dos años de tablas/archivos de cuentas por pagar en una sola tabla/archivo.
2. Asistente de importación: especifica si el producto proporciona un asistente de importación para ayudar a importar (interpretación, conversión, formateo) datos para su análisis.
3. Importar (CSV): especifica si el producto admite la importación de datos de un archivo con formato de valores separados por comas formatted file.
4. Importar (DBF): especifica si el producto admite la importación de datos de archivos dBase DBF.
5. Importar (Excel): especifica si el producto admite la importación de datos desde un archivo de libro de trabajo de Microsoft Excel.  . Tenga en cuenta que pueden aplicarse diferentes versiones de formato de Excel.
6. Importar (SAF-T): especifica si el producto admite datos de importación de un archivo SAF-T de la OCDE. Como SAF-T se basa en XML,  una importación XML más general puede cubrir la función, aunque la importación SAF-T directa mejora la experiencia del usuario. Tenga en cuenta que pueden aplicarse diferentes versiones de formato SAF-T.
7. Importar (SIE): especifica si el producto admite la importación de datos de un archivo de formato SIE.
8. Importar (XBRL-GL):  : especifica si el producto admite la importación de datos de un archivo XBRL GL. Como XBRL-GL se basa en  XML una importación XML más general puede cubrir la función, aunque la importación directa XBRL-GL mejora la experiencia del usuario. Tenga en cuenta que pueden aplicarse diferentes versiones de formato XBRL-GL.

| Nombre del producto                             | Agregar/Combinar | Asistente de importación | Importar (CSV) | Importar (DBF) | Importar (Excel) | Importar (SAF-T) | Importar (SIE) | Importar (XBRL-GL) |
| ----------------------------------------------- | ---------------- | ------------------------ | -------------- | -------------- | ---------------- | ---------------- | -------------- | ------------------ |
| Analizador Arbutus                              | Sí               | Sí                       | Sí             | Sí             | Sí               | Sí               | Sí             | Sí                 |
| Lenguaje de comandos de auditoría (ACL)         | Sí               | Sí                       | Sí             | Sí             | Sí               |                  |                | Sí                 |
| Easy2Analyse (QDAC.net)                         | Sí               | Sí                       | Sí             | Sí             | Sí               | Sí               | Sí             | Sí                 |
| ESKORT Computer Audit (SESAM)                   | Sí               | Sí                       | Sí             | Sí             | Sí               | No               | Sí             | No                 |
| InfoZoom                                        | Sí               | Sí                       | Sí             | Sí             | Sí               |                  |                |                    |
| Interactive Data Extraction and Analysis (IDEA) | Sí               | Sí                       | Sí             | Sí             | Sí               | Sí               | Sí             | Sí                 |
| TeamMate Analytics / TopCAATs                   | Sí               | Sí                       | Sí             | Sí             | Sí               | Sí               |                | Sí                 |
| SoftCAAT/ eCAAT                                 | Sí               | Sí                       | Sí             | Sí             | Sí               | No               | No             | No                 |